# Claude-Siméon Passemant
Claude-Siméon Passemant est un ingénieur mécanicien, opticien, astronome et horloger français né à Paris en 1702 et mort le 6 novembre 1769 dans cette même ville.

## Biographie

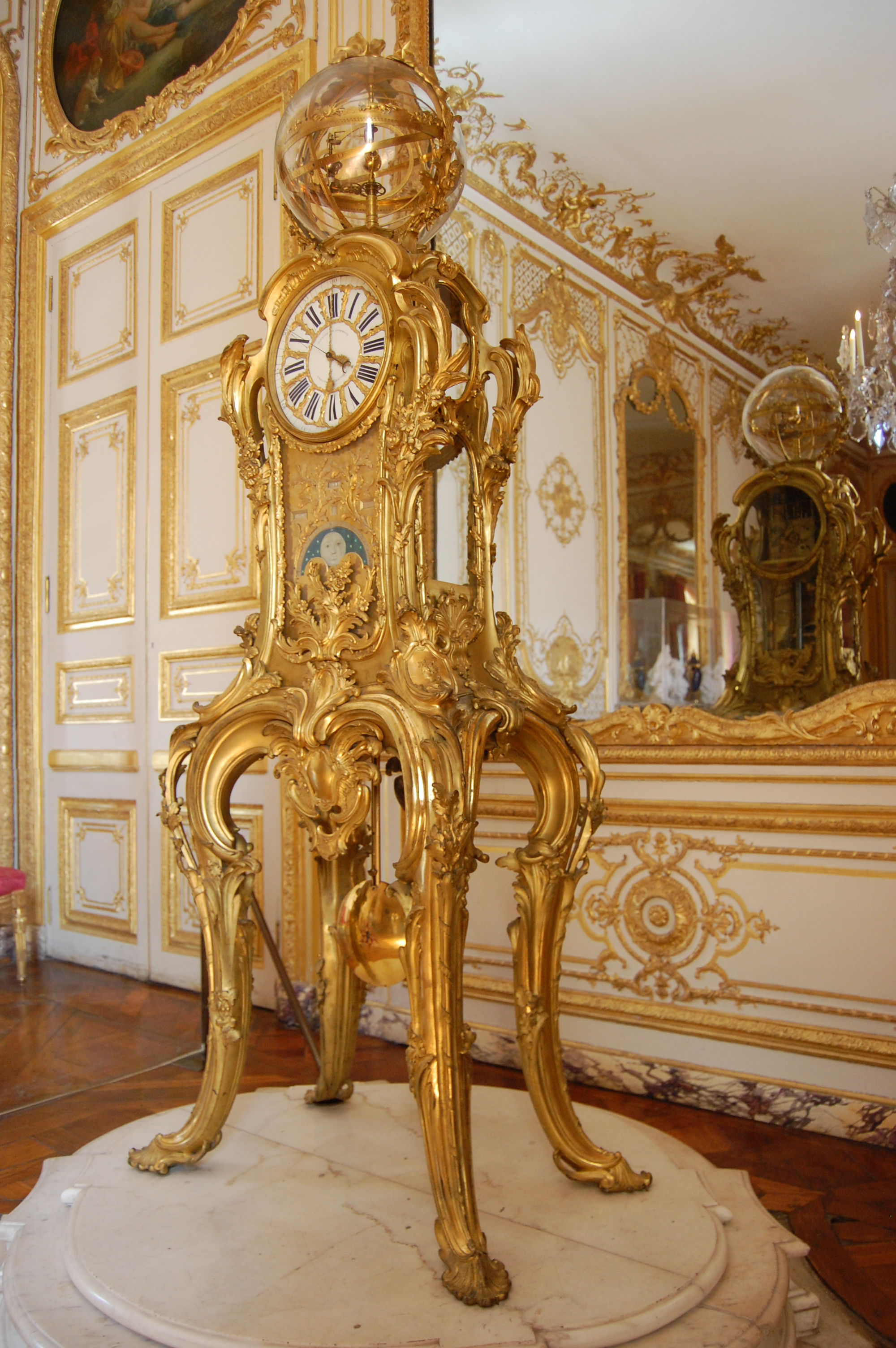
L'horloge astronomique de Passemant, conservée au château de Versailles.

De très bonne heure, il s’occupa de sciences et particulièrement d’astronomie. D'abord marchand mercier, il abandonna complètement à son épouse le soin de son commerce, reprit ses études de prédilection et se mit à confectionner plusieurs instruments d’astronomie et de physique, des montres à équation, des télescopes, des baromètres, un miroir ardent de 45 pouces de diamètre, etc...
L'horloge astronomique, surmontée d’une sphère mouvante et construite avec une rare précision, qu’il présente dans sa version définitive à Louis XV le 20 août 1753, lui vaut une pension de 1 000 livres et un logement au Louvre. Cette pendule, nichée dans son coffre en bronze - ciselé et doré par le sculpteur Jacques Caffieri - dont les quatre faces sont garnies de vitres et d'un miroir pour que l'on puisse en admirer les mouvements intérieurs, est alors placée deux mois plus tard dans la galerie de Choisy du château de Versailles puis dans le cabinet de la Pendule sur un socle de marbre blanc le 15 janvier 1754.

## Œuvres
On doit à Passemant : Construction d’un télescope de réflexion de 16 pouces jusqu’à 6 pieds et demi, etc. (Paris, 1738, in-8°) ; Traité du microscope et du télescope (1737, in-4°) ; Description et usage des télescopes, microscopes, ouvrages et inventions de Passemant (1763, in-12), etc.

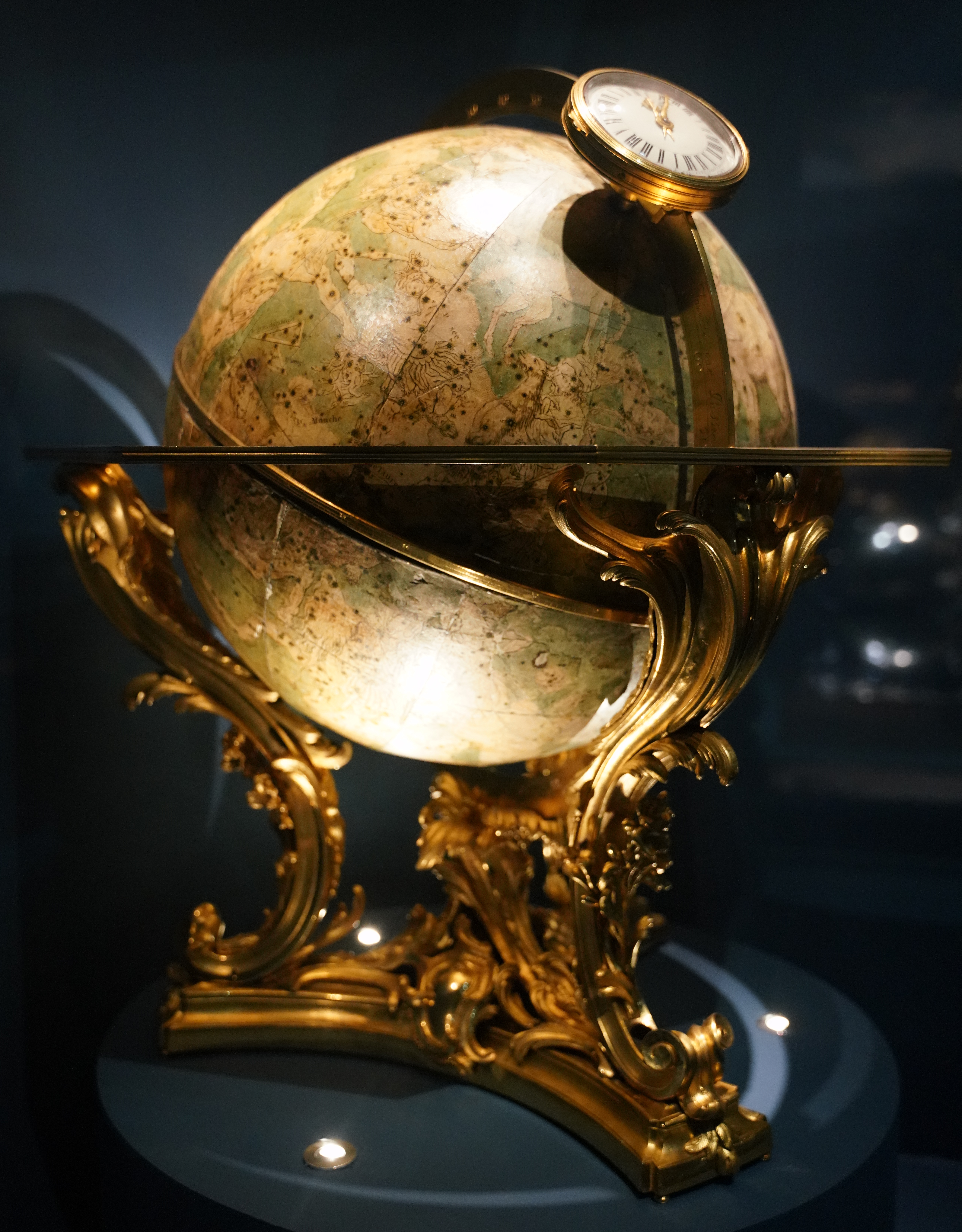
Horloge zodiacale.
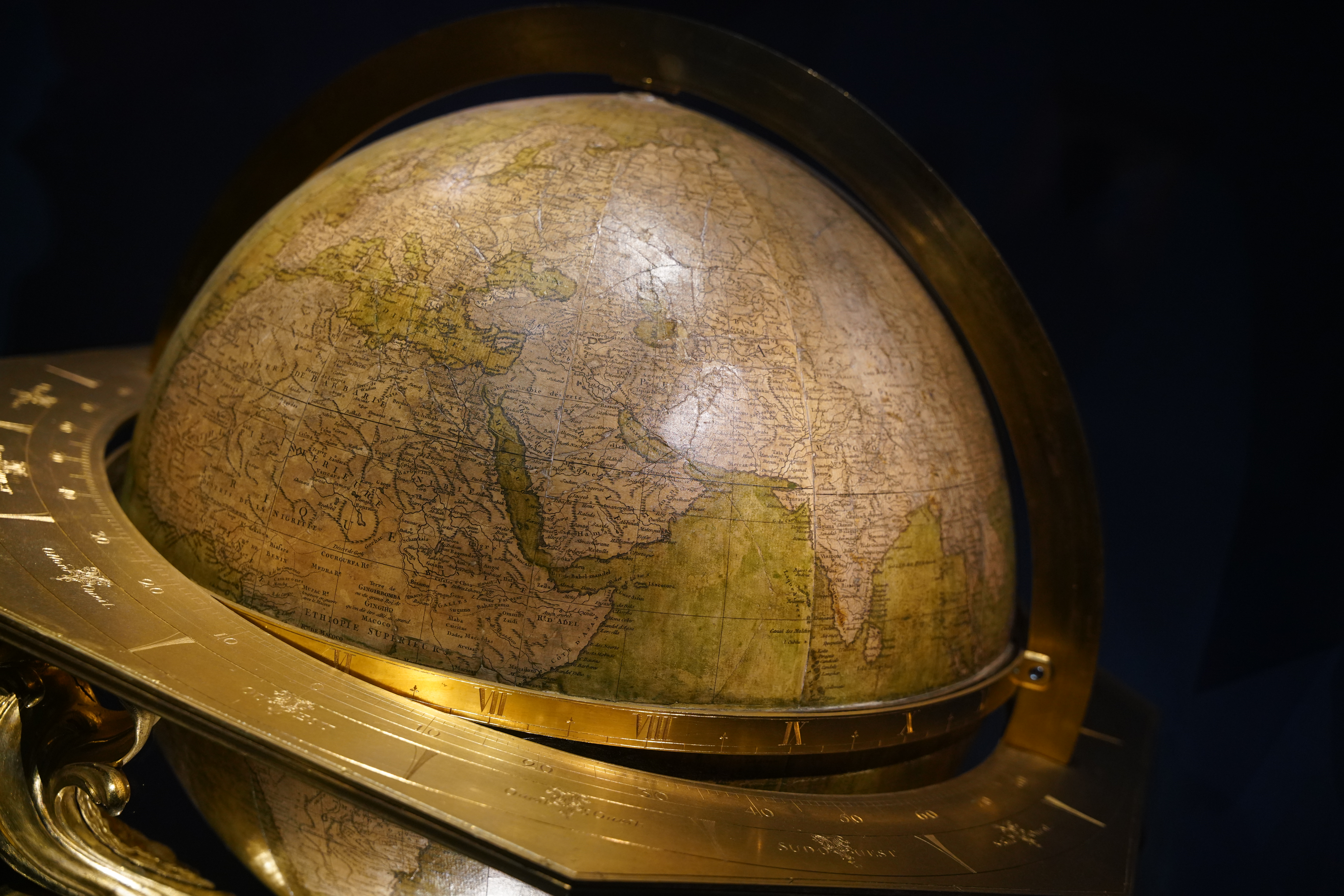
Horloge et globe terrestre.
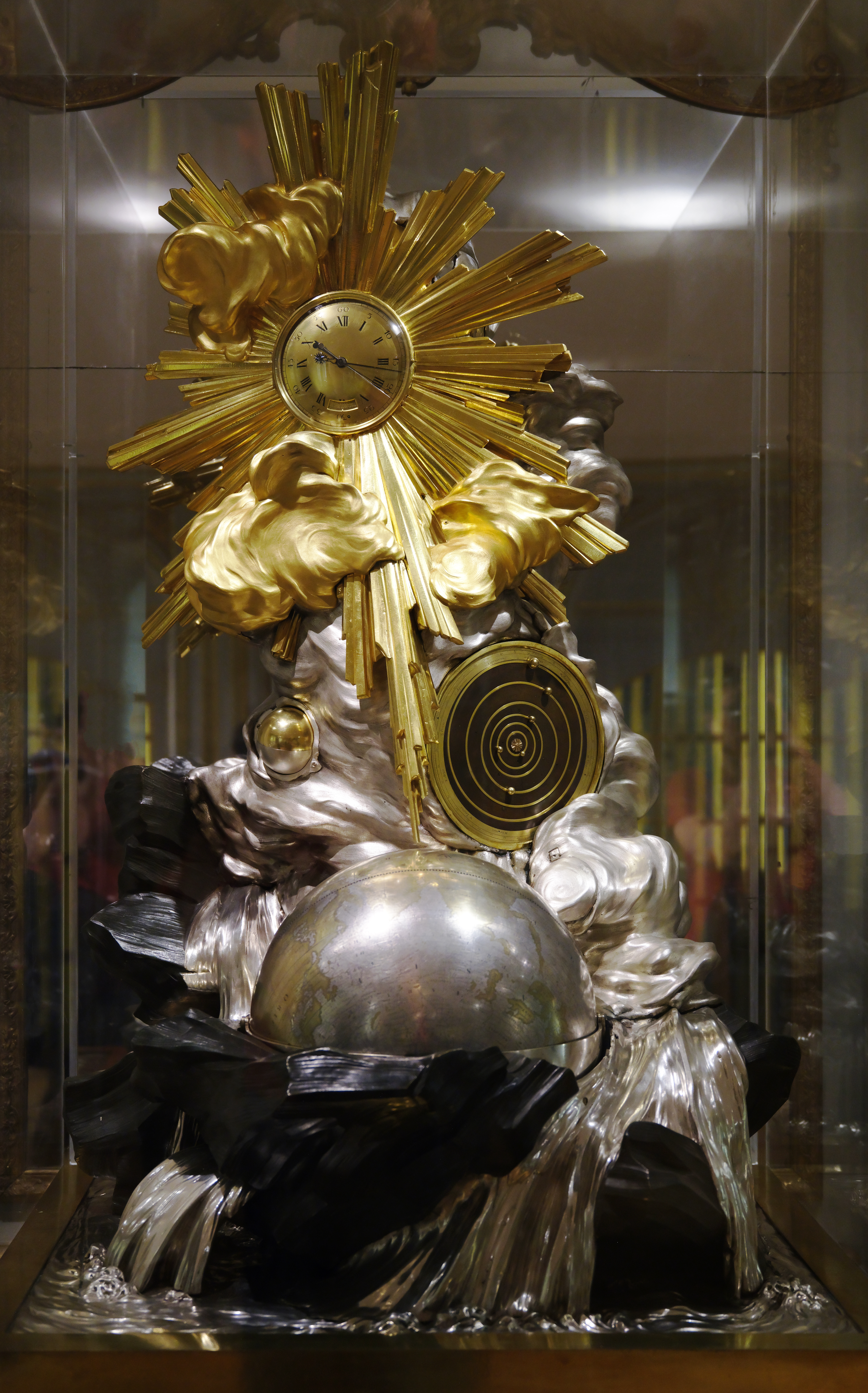
Pendule de la création du monde.